# Рівноногі
Рівноногі (Isopoda) — ряд вищих ракоподібних (Malacostraca). Їхній розмір коливається від пів міліметра до 46 см. Ряд налічує понад 10 000 видів, з яких близько 4500 видів зустрічаються у водному середовищі, переважно на морському дні, 500 видів у прісних водах та ще 5000 видів на суші. Ряд поділений на одинадцять підрядів.

## Підряди
- Calabozoidea
- Cymothoida
- Limnoriidae
- Microcerberidea(інші мови)
- Oniscidea (Мокриці)
- Phoratopidea(інші мови)
- Phreatoicidea(інші мови)
- Sphaeromatidea
- Tainisopidea(інші мови)
- Valvifera